# Анна Бесараб
Анна Бесараб или Анна Валашская (болг. Анна Басараб; год рождения и смерти неизвестны) — валашская принцесса и болгарская царица, вторая супруга на Видинского царя Ивана Срацимира.

## Биография
Анна родилась в семье князя, великого воеводы Валахии из династии Басарабов Николая I Александру и его второй жены венгерской католички Клары Добкаи. Её младшей сестрой была Анка, вышедшая замуж за царя Сербии Стефана Уроша V.
Анна была племянницей по отцу Феодоры (Теодоры) Бесараб, первой жены болгарского царя Ивана Александра (1331—1371) и матери её мужа Ивана Срацимира.
Около 1356—1357 года вышла замуж за царя Видина Ивана Срацимира, у которого это был второй брак. Вероятно, брак был реакцией на развод Ивана Александра и Феодоры (Теодоры) Бесараб с целью ослабить позиции новой царицы еврейки Сары-Феодоры. Неизвестно, какую роль сыграла тётка Анны — Феодора Бесараб в заключении брака между её сыном и её племянницей.

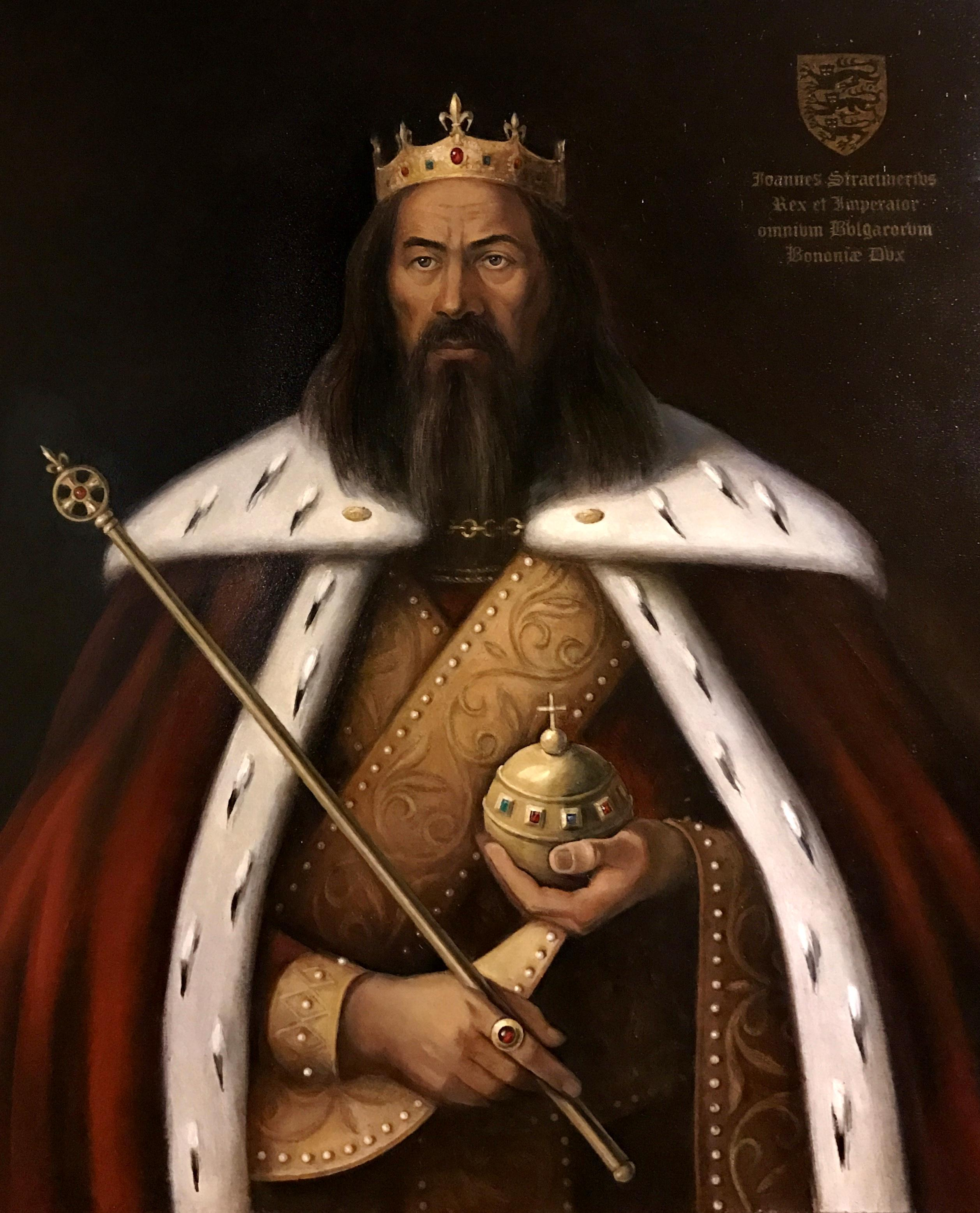
Современный портрет царя Ивана Срацимира, мужа Анны Бесараб

После его женитьбы на Иване Срацимире, Анна Бессараб поселилась в Видине.
В браке с Иваном Срацимиром родила:
1. Доротею, вышла замуж за боснийского бана Твртко I.
2. Константина, единственного сына и наследника Ивана Срацимира, который правил Видинским царством после смерти отца до 1422 года.
3. Дочь (неизвестного имени).

В 1365—1369 годах Видинское царство было оккупировано войсками Королевства Венгрия. Царская семья была захвачена в замке Хумник (ныне в Босильево, Хорватия), после чего пленники вынуждены были принять католическую веру. Позже царская семья была освобождена, но дочери Анны остались в Венгрии. Одна вскоре умерла, а Доротея, вышла замуж за боснийского бана Твртко I.
Болгарская царица Анна известна своей, так называемой, «Видинской коллекцией», в том числе, «Видинским Псалтирём» (1359—1360).
Анна была воспитана католичкой. Неизвестно, приняла ли она восточное православие в Болгарии, но Псалтирь, которую она заказала изготовить, содержит лишь агиографии православных святых, что является указанием на то, что она, скорее всего, обратилась в Православие.